# Maurice Le Guilloux
Maurice Le Guilloux (* 14. Mai 1950 in Plédran) ist ein ehemaliger französischer Radrennfahrer und Sportlicher Leiter.

## Sportliche Laufbahn
Le Guilloux war im Straßenradsport aktiv. Als Amateur war er 1971 in der französischen Militärmeisterschaft erfolgreich. Bei den nationalen Meisterschaften im Mannschaftszeitfahren wurde er Vize-Meister. 1972 gewann er den Titel gemeinsam mit Claude Buchon, Alain Huby und Michel Le Denmat. Er gewann das Etappenrennen Tour de Martinique und wurde Zweiter im Circuit de Bretagne-Sud.
Von 1973 bis 1984 fuhr er als Berufsfahrer. Seinen ersten Vertrag als Profi hatte er mit dem Radsportteam Gitane-Campagnolo. Seinen ersten Sieg als Profi holte er im Frühjahr 1975 beim Grand Prix d’Aix-en-Provence. 1976 siegte er im Étoile de Bessèges mit einem Etappenerfolg. Zudem gewann er Paris–Limoges bei dessen letzter Austragung. 1978 siegte er auf der 1. Etappe des Rennens Critérium du Dauphiné Libéré. 1982 wurde er im Rennen Bordeaux–Paris Zweiter hinter Marcel Tinazzi, 1984 Zweiter hinter Hubert Linard, 1983 stand er als Dritter auf dem Podium. In der Tour de Vendée wurde er 1981 Zweiter und 1982 Dritter.
Maurice Le Guilloux bestritt alle Grand Tours. Die Tour de France fuhr er neunmal, der 27. Platz 1978 und 1982 waren seine besten Resultate im Endklassement. Im Giro d’Italia war er 1980 am Start, in der Vuelta a España 1983.

## Grand-Tour-Platzierungen
| Grand Tour            | 1975 | 1976 | 1977 | 1978 | 1979 | 1980 | 1981 | 1982 | 1983 | 1984 |
| --------------------- | ---- | ---- | ---- | ---- | ---- | ---- | ---- | ---- | ---- | ---- |
| Vuelta a EspañaVuelta | –    | –    | –    | –    | –    | –    | –    | –    | 37   | –    |
| Giro d’ItaliaGiro     | –    | –    | –    | –    | –    | 55   | –    | –    | –    | –    |
| Tour de FranceTour    | 72   | 48   | DNF  | 27   | 47   | 81   | 56   | 27   | –    | 62   |

## Berufliches
Nach seiner aktiven Karriere wurde er Sportlicher Leiter in den Radsportteams La Vie Claire und Toshiba. Später arbeitete er im Organisationsstab der Tour de France und bei der Amaury Sport Organisation (ASO).